# 551.ª Divisão de Granadeiros (Alemanha)
A 551ª Divisão de Granadeiros (em alemão:551. Grenadier-Division) foi uma unidade militar que serviu no Exército alemão durante a Segunda Guerra Mundial. Foi renomeada para 551. Volksgrenadier Division no dia 9 de outubro de 1944, permanecendo com esta designação até o final da guerra, sendo as suas tropas aprisionadas pelos soviéticos.

## Comandantes
| Comandante                        | Data                                       |
| 551ª Divisão de Granadeiros       | 551ª Divisão de Granadeiros                |
| --------------------------------- | ------------------------------------------ |
| Generalleutnant Siegfried Verhein | 15 de julho de 1944 - 9 de outubro de 1944 |
| 551. Volksgrenadier-Division      |                                            |
| Generalleutnant Siegfried Verhein | 9 de outubro de 1944 - 8 de maio de 1945   |

## Área de operações
| Frente Oriental, setor central | julho de 1944 - outubro de 1944 |
| Lituânia & Prússia Oriental    | outubro de 1944 - maio de 1945  |